# Szary Klin

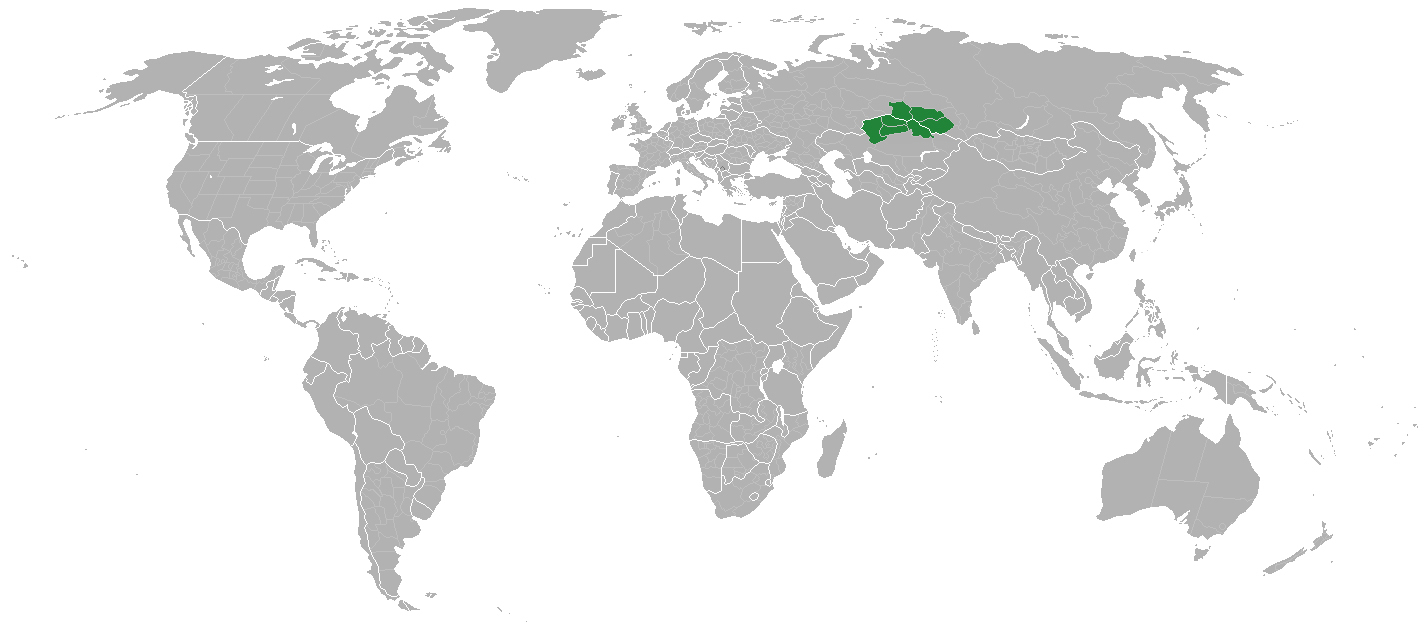
Położenie Szarego Klinu na mapie świata

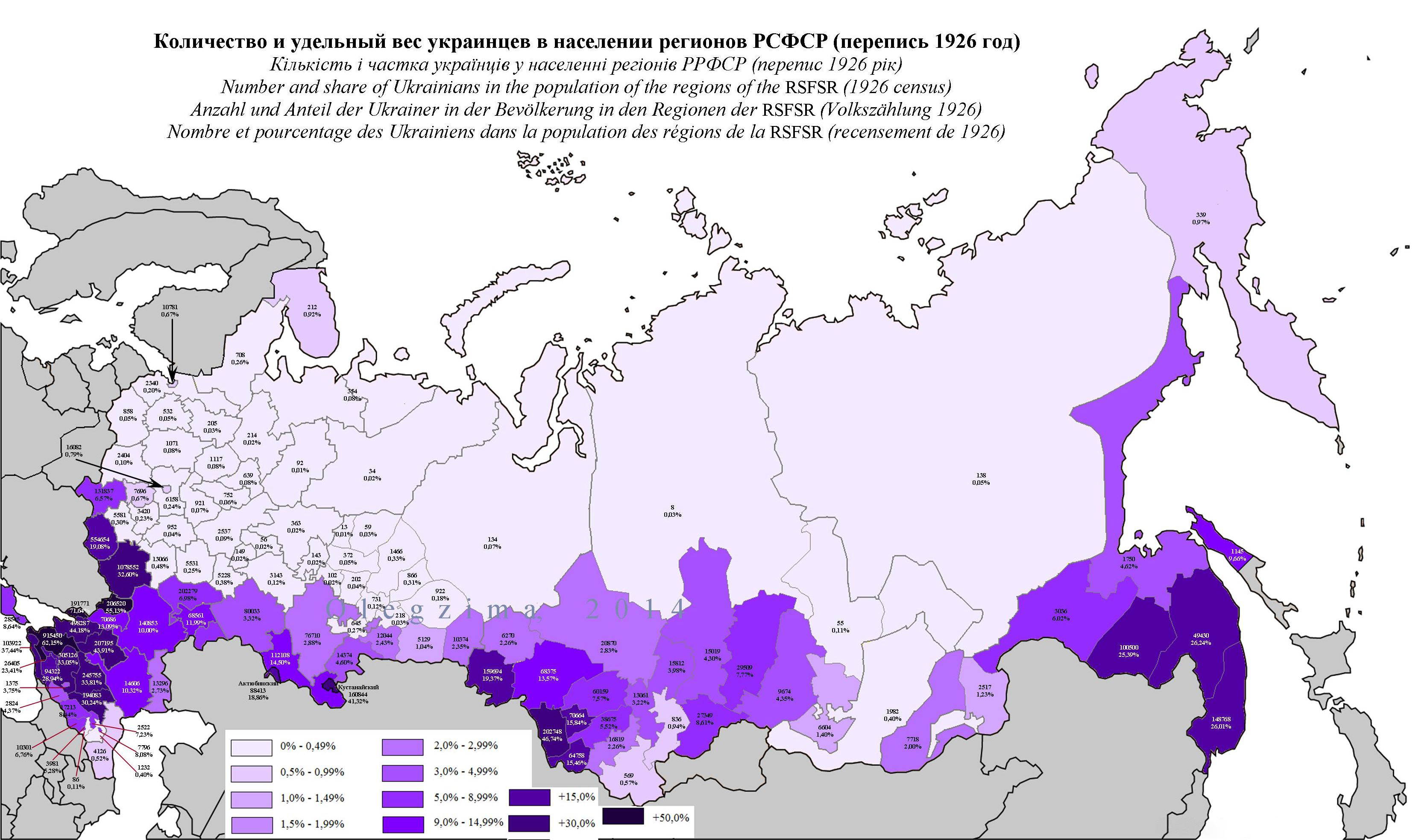
Liczba oraz udział Ukraińców w populacji regionów RFSRR (rok 1926)

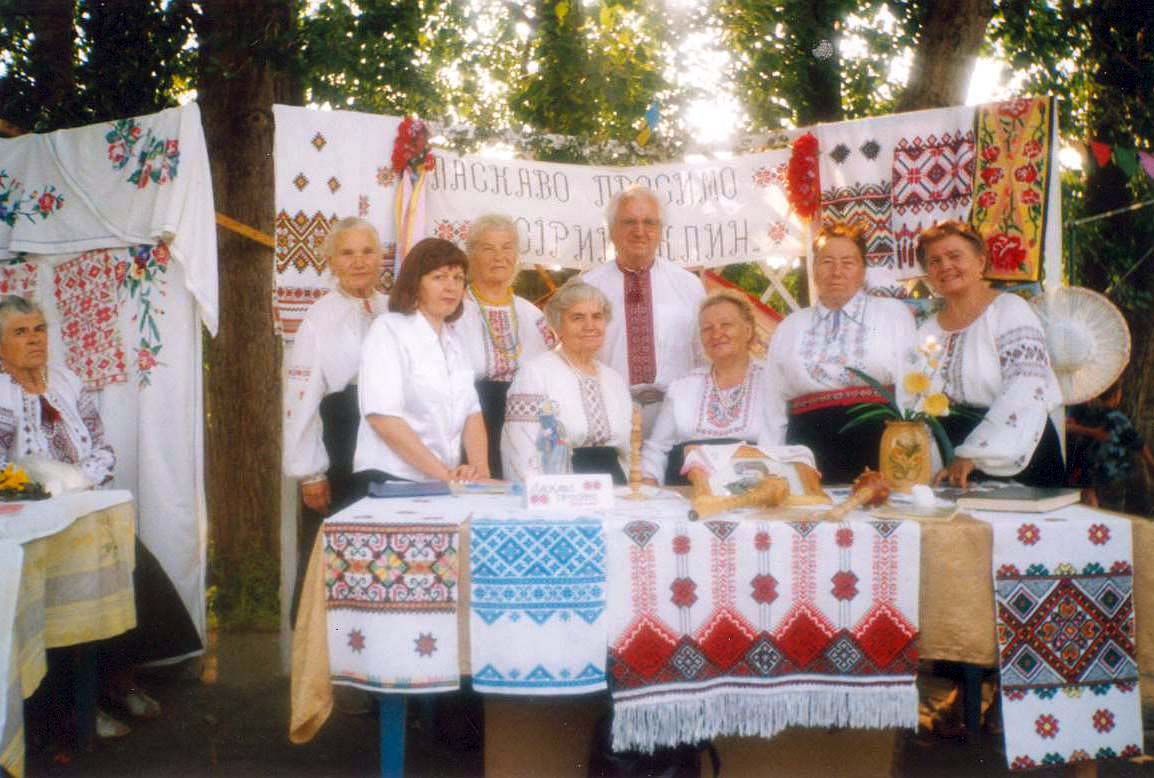
Ukraińscy mieszkańcy Szarego Klina

Szary Klin, Szara Ukraina (ukr. Сірий Клин, Сіра Україна; ros. Серый Клин) - obszar położony na południu Syberii i w północnym Kazachstanie, gdzie doszło do masowego osiedlenia się Ukraińców od połowy XVIII wieku do początku XX wieku. W latach 1917–1920 istniał na terenie Klinu ruch na rzecz powołania ukraińskiej autonomii w regionie.

## Historia
Ukraińskie osadnictwo na terenie Szarego Klinu rozwinęło się wokół miasta Omsk w zachodniej Syberii. Jak pisał przed I wojną światową M. Bondarenko, emigrant z okolic Połtawy:

Omsk wygląda jak typowe moskalskie miasto, lecz jego bazar i rynki mówią po ukraińsku.

Historyczna Szara Ukraina istnieje na terenie dzisiejszego północnego Kazachstanu i południowej Syberii. Jej obszar nie przylega terytorialnie do innych terytoriów zamieszkanych przez ukraińską diasporę, podobnie jak to ma miejsce w przypadku terytorialnie odizolowanego Zielonego Klinu.
Większość ukraińskich migracji na Syberię miała miejsce między połową XVIII a początkami XX wieku. Po podboju Azji Środkowej przez Rosję na początku XVIII wieku Imperium Rosyjskie podjęło decyzję o zasiedleniu regionu poprzez wydanie 40% nowo utworzonych tam osad ukraińskim osadnikom, a 30% osadnikom pochodzenia rosyjskiego i białoruskiego. W roku 1897 Ukraińcy stanowili już 7,5% populacji obwodu akmolińskiego, obejmującego miasto Omsk i jego okoliczne obszary. Chociaż Imperium Rosyjskie tolerowało przejawy ukraińskiej tożsamości, a Związek Radziecki początkowo przyjął politykę ukrainizacyjną to pod koniec roku 1932 proukraińska polityka została wycofana na rzecz rusyfikacji i tym samym tożsamość ukraińska w regionie zaczęła być skutecznie wypierana. Migracja do regionu trwała przez cały okres istnienia ZSRR, w tym w ramach kampanii zagospodarowania nieużytków Nikity Chruszczowa, przeprowadzonej w latach 50..

## Demografia
Zgodnie ze spisem ludności Imperium Rosyjskiego z 1897 roku 51103 mieszkańców obwodu akmolińskiego utożsamiało się jako Małorosjanie (Ukraińcy), stanowiąc tym samym 7,5% lokalnej populacji. Czyniło ich to trzecią największą grupą etniczną po Kazachach (62,6%) i Rosjanach (25,5%). Rosyjski spis z roku 2010 podawał, że 77,884 mieszkańców (2,7%) obwodu omskiego określa siebie jako Ukraińcy, co oznacza, że nadal stanowili trzecią największą grupę po Kazachach i Rosjanach.